# Rozino, Plovdiv
Rozino (în bulgară Розино) este un sat în comuna Karlovo, regiunea Plovdiv,  Bulgaria. 

## Demografie
Componența etnică a satului Rozino
     Turci (38,82%)
     Bulgari (26,18%)
     Romi (28,61%)
     Nicio identificare (6,24%)
     Altele (0,12%)
La recensământul din 2011, populația satului Rozino era de 4.113 locuitori. Nu există o etnie majoritară, locuitorii fiind turci (38,82%), romi (28,61%) și bulgari (26,18%). Pentru 6,24% din locuitori nu este cunoscută apartenența etnică.